# 岩本常次
岩本 常次（いわもと つねじ、1903年8月28日 - 1993年10月8日）は、日本の経営者。
兵庫県出身。

## 経歴
開成中学校や第一高等学校を経て、1927年に東京帝国大学工学部土木工学科を卒業し、同年に上毛電力に入社。片品川水系の丸沼発電所などの水力発電所の建設に携わる。
日本発送電への統合後は藤波収建設局長の下で九州や北海道での土木部長を務め、戦後は藤波の推薦を得て1951年9月に北海道電力に転じ理事・土木部長となり、1952年11月に取締役に就任。常務、副社長を経て、1966年5月に社長に就任した。1974年5月に会長に就任し、1983年6月に取締役相談役を経て、1985年6月から相談役を務めた。
1958年に黄綬褒章を受章し、1970年に藍綬褒章を受章し、1980年11月に勲一等瑞宝章を受章。
1993年10月8日心不全のために死去。90歳没。